# Franc Tây Phi thuộc Pháp

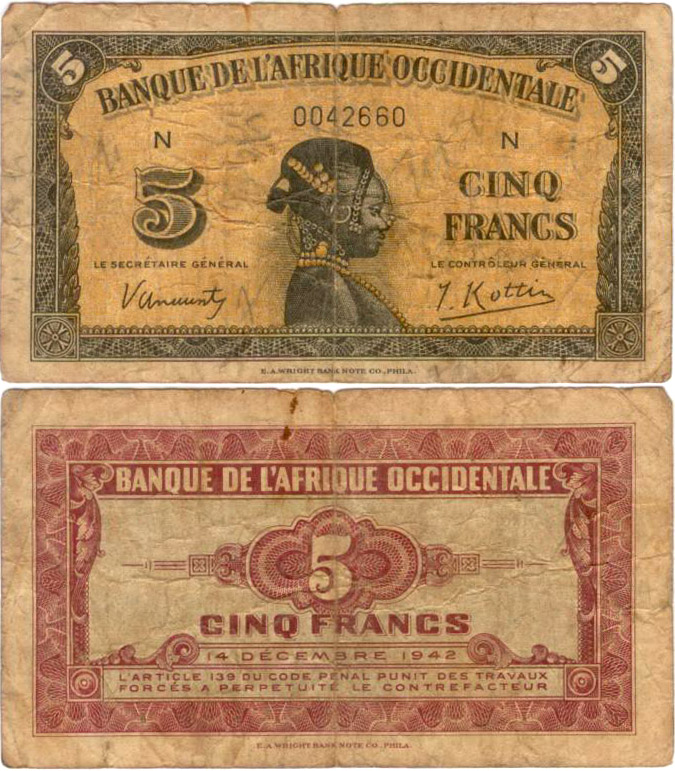
Mặt trước (trên), mặt sau (dưới) tờ 5 franc Tây Phi thuộc Pháp năm 1943

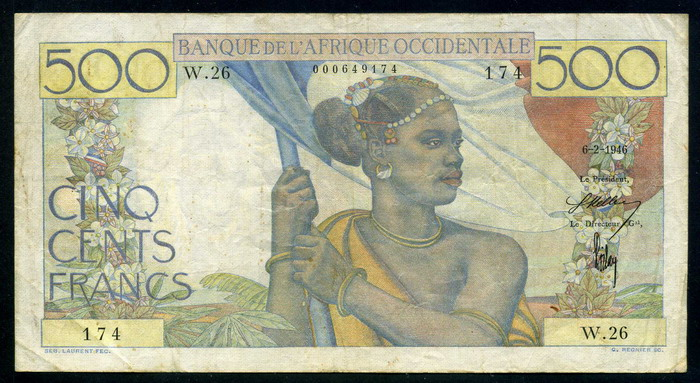
Mặt sau một tờ 500 franc Tây Phi thuộc Pháp năm 1946.

Franc Tây Phi thuộc Pháp là đơn vị tiền tệ chính thức của Tây Phi thuộc Pháp, với tiền giấy và tiền xu được phát hành lần lượt vào năm 1903 và 1944. Franc Tây Phi được phát hành bởi Ngân hàng Trung ương các Quốc gia Tây Phi vào năm 1945.

## Tiền xu
Năm 1944, Tây Phi thuộc Pháp đã ban hành 50 centime, và 1 franc đồng xu mệnh giá, đó là franc Tây Phi trước khi phát hành của vấn đề chỉ có tiền xu

## Tiền giấy
Banque de l'Afrique Occidentale ("Ngân hàng Tây Phi") bắt đầu phát hành tiền vào năm 1903. 100 franc đã được giới thiệu vào năm đó, tiếp theo là 5 franc vào năm 1904, 500 franc vào năm 1912, 25 franc vào năm 1917, 1000 franc vào năm 1919 và 50 franc vào năm 1920. 10 franc được giới thiệu vào năm 1943. Năm 1944, chính phủ đã ban hành các ghi chú cho 50 centimes, và 1 và 2 franc. Tiền giấy của Banque de l'Afrique Occidentale tiếp tục lưu hành sau khi giới thiệu franc CFA.